# Grande Prêmio do 70.º Aniversário
O Grande Prêmio do 70.º Aniversário de 2020 foi a quinta etapa da temporada de 2020 da Fórmula 1. Foi disputada em 9 de agosto de 2020 no circuito de Silverstone, Silverstone, Reino Unido, que excepcionalmente recebeu duas corridas seguidas na mesma temporada em virtude das mudanças no calendário provocadas pela pandemia de COVID-19. O evento foi criado para diferenciar a segunda corrida realizada no circuito de Silverstone do Grande Prêmio da Grã-Bretanha.

## Relatório

### Treino Classificatório

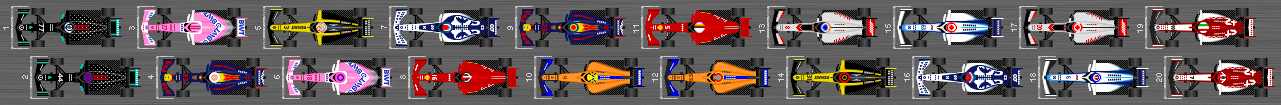
Grid de Largada

Q1
Q2
Q3

## Pneus
| Nome do composto | Cor | Banda de rolamento | Condições de Tempo | Dry Type                           | Aderência       | Longevidade   |
| ---------------- | --- | ------------------ | ------------------ | ---------------------------------- | --------------- | ------------- |
| Macio (C4)       |     | Slick (P Zero)     | Seco               | Soft                               | Mais aderência  | Menos durável |
| Médio (C3)       |     | Slick (P Zero)     | Seco               | Medium                             | Médio           | Médio         |
| Duro (C2)        |     | Slick (P Zero)     | Seco               | Hard                               | Menos aderência | Mais durável  |
| Intermediário    |     | Sulcos (Cinturato) | Molhado            | Intermediate (água não estagnante) | —               | —             |
| Chuva            |     | Sulcos (Cinturato) | Molhado            | Wet (água estagnante)              | —               | —             |

| Escolhas de Pneus de cada piloto para o GP do 70.º Aniversário: | Escolhas de Pneus de cada piloto para o GP do 70.º Aniversário: | Escolhas de Pneus de cada piloto para o GP do 70.º Aniversário: | Escolhas de Pneus de cada piloto para o GP do 70.º Aniversário: | Escolhas de Pneus de cada piloto para o GP do 70.º Aniversário: | Escolhas de Pneus de cada piloto para o GP do 70.º Aniversário: |
| --------------------------------------------------------------- | --------------------------------------------------------------- | --------------------------------------------------------------- | --------------------------------------------------------------- | --------------------------------------------------------------- | --------------------------------------------------------------- |
| Nº                                                              | Pilotos                                                         | Equipe(s)                                                       | Duro                                                            | Médio                                                           | Macio                                                           |
| 44                                                              | Lewis Hamilton                                                  | Mercedes                                                        |                                                                 |                                                                 |                                                                 |
| 77                                                              | Valtteri Bottas                                                 | Mercedes                                                        |                                                                 |                                                                 |                                                                 |
| 5                                                               | Sebastian Vettel                                                | Ferrari                                                         |                                                                 |                                                                 |                                                                 |
| 16                                                              | Charles Leclerc                                                 | Ferrari                                                         |                                                                 |                                                                 |                                                                 |
| 23                                                              | Alexander Albon                                                 | Red Bull Racing-Honda                                           |                                                                 |                                                                 |                                                                 |
| 33                                                              | Max Verstappen                                                  | Red Bull Racing-Honda                                           |                                                                 |                                                                 |                                                                 |
| 3                                                               | Daniel Ricciardo                                                | Renault                                                         |                                                                 |                                                                 |                                                                 |
| 31                                                              | Esteban Ocon                                                    | Renault                                                         |                                                                 |                                                                 |                                                                 |
| 8                                                               | Romain Grosjean                                                 | Haas-Ferrari                                                    |                                                                 |                                                                 |                                                                 |
| 20                                                              | Kevin Magnussen                                                 | Haas-Ferrari                                                    |                                                                 |                                                                 |                                                                 |
| 55                                                              | Carlos Sainz Jr.                                                | McLaren-Renault                                                 |                                                                 |                                                                 |                                                                 |
| 4                                                               | Lando Norris                                                    | McLaren-Renault                                                 |                                                                 |                                                                 |                                                                 |
| 11                                                              | Sergio Pérez                                                    | Racing Point-Mercedes                                           |                                                                 |                                                                 |                                                                 |
| 18                                                              | Lance Stroll                                                    | Racing Point-Mercedes                                           |                                                                 |                                                                 |                                                                 |
| 7                                                               | Kimi Raikkonen                                                  | Alfa Romeo-Ferrari                                              |                                                                 |                                                                 |                                                                 |
| 99                                                              | Antonio Giovinazzi                                              | Alfa Romeo-Ferrari                                              |                                                                 |                                                                 |                                                                 |
| 10                                                              | Pierre Gasly                                                    | AlphaTauri-Honda                                                |                                                                 |                                                                 |                                                                 |
| 26                                                              | Daniil Kvyat                                                    | AlphaTauri-Honda                                                |                                                                 |                                                                 |                                                                 |
| 6                                                               | Nicholas Latifi                                                 | Williams-Mercedes                                               |                                                                 |                                                                 |                                                                 |
| 63                                                              | George Russell                                                  | Williams-Mercedes                                               |                                                                 |                                                                 |                                                                 |

## Resultados

### Treino Classificatório
| Pos.                     | Nº | Piloto             | Construtor                | Tempos   | Tempos   | Tempos   | Grid |
| Pos.                     | Nº | Piloto             | Construtor                | Q1       | Q2       | Q3       | Grid |
| ------------------------ | -- | ------------------ | ------------------------- | -------- | -------- | -------- | ---- |
| 1                        | 77 | Valtteri Bottas    | Mercedes                  | 1:26.738 | 1:25.785 | 1:25.154 | 1    |
| 2                        | 44 | Lewis Hamilton     | Mercedes                  | 1:26.818 | 1:26.266 | 1:25.217 | 2    |
| 3                        | 27 | Nico Hülkenberg    | Racing Point-BWT Mercedes | 1:27.279 | 1:26.261 | 1:26.082 | 3    |
| 4                        | 33 | Max Verstappen     | Red Bull Racing-Honda     | 1:27.154 | 1:26.779 | 1:26.176 | 4    |
| 5                        | 3  | Daniel Ricciardo   | Renault                   | 1:27.442 | 1:26.636 | 1:26.297 | 5    |
| 6                        | 18 | Lance Stroll       | Racing Point-BWT Mercedes | 1:27.187 | 1:26.674 | 1:26.428 | 6    |
| 7                        | 10 | Pierre Gasly       | AlphaTauri-Honda          | 1:27.154 | 1:26.523 | 1:26.534 | 7    |
| 8                        | 16 | Charles Leclerc    | Ferrari                   | 1:27.427 | 1:26.709 | 1:26.614 | 8    |
| 9                        | 23 | Alexander Albon    | Red Bull Racing-Honda     | 1:27.153 | 1:26.642 | 1:26.669 | 9    |
| 10                       | 4  | Lando Norris       | McLaren-Renault           | 1:27.217 | 1:26.885 | 1:26.778 | 10   |
| 11                       | 31 | Esteban Ocon       | Renault                   | 1:27.278 | 1:27.011 | N/A      | 141  |
| 12                       | 5  | Sebastian Vettel   | Ferrari                   | 1:27.612 | 1:27.078 | N/A      | 11   |
| 13                       | 55 | Carlos Sainz Jr.   | McLaren-Renault           | 1:27.450 | 1:27.083 | N/A      | 12   |
| 14                       | 8  | Romain Grosjean    | Haas-Ferrari              | 1:27.519 | 1:27.254 | N/A      | 13   |
| 15                       | 63 | George Russell     | Williams-Mercedes         | 1:27.757 | 1:27.455 | N/A      | 15   |
| 16                       | 26 | Daniil Kvyat       | AlphaTauri-Honda          | 1:27.882 | N/A      | N/A      | 16   |
| 17                       | 20 | Kevin Magnussen    | Haas-Ferrari              | 1:28.236 | N/A      | N/A      | 17   |
| 18                       | 6  | Nicholas Latifi    | Williams-Mercedes         | 1:28.430 | N/A      | N/A      | 18   |
| 19                       | 99 | Antonio Giovinazzi | Alfa Romeo-Ferrari        | 1:28.433 | N/A      | N/A      | 19   |
| 20                       | 7  | Kimi Räikkönen     | Alfa Romeo-Ferrari        | 1:28.493 | N/A      | N/A      | 20   |
| Regra dos 107%: 1:32.809 |    |                    |                           |          |          |          |      |
| Fonte:                   |    |                    |                           |          |          |          |      |

Notas
- ↑1  – Esteban Ocon recebeu uma penalidade de grade de três lugares por impedir George Russell durante a qualificação.[4]

### Corrida

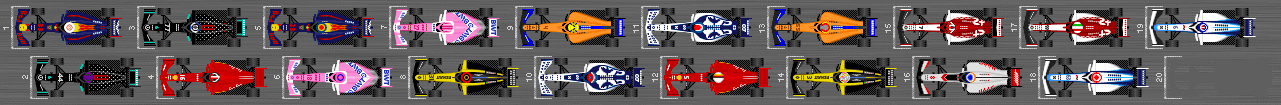
Posições de chegada da corrida

| 1      | 33 | Max Verstappen     | Red Bull Racing-Honda     | 52 | 1:19:41.993 | 4  | 25  |
| 2      | 44 | Lewis Hamilton     | Mercedes                  | 52 | +11.326s    | 2  | 191 |
| 3      | 77 | Valtteri Bottas    | Mercedes                  | 52 | +19.231s    | 1  | 15  |
| 4      | 16 | Charles Leclerc    | Ferrari                   | 52 | +29.289s    | 8  | 12  |
| 5      | 23 | Alexander Albon    | Red Bull Racing-Honda     | 52 | +39.146s    | 9  | 10  |
| 6      | 18 | Lance Stroll       | Racing Point-BWT Mercedes | 52 | +42.538s    | 6  | 8   |
| 7      | 27 | Nico Hülkenberg    | Racing Point-BWT Mercedes | 52 | +55.951s    | 3  | 6   |
| 8      | 31 | Esteban Ocon       | Renault                   | 52 | +64.773s    | 14 | 4   |
| 9      | 4  | Lando Norris       | McLaren-Renault           | 52 | +65.544s    | 10 | 2   |
| 10     | 26 | Daniil Kvyat       | AlphaTauri-Honda          | 52 | +69.669s    | 16 | 1   |
| 11     | 10 | Pierre Gasly       | AlphaTauri-Honda          | 52 | +70.642s    | 7  |     |
| 12     | 5  | Sebastian Vettel   | Ferrari                   | 52 | +73.370s    | 11 |     |
| 13     | 55 | Carlos Sainz Jr.   | McLaren-Renault           | 52 | +74.070s    | 12 |     |
| 14     | 3  | Daniel Ricciardo   | Renault                   | 51 | +1 volta    | 5  |     |
| 15     | 7  | Kimi Räikkönen     | Alfa Romeo-Ferrari        | 51 | +1 volta    | 20 |     |
| 16     | 8  | Romain Grosjean    | Haas-Ferrari              | 51 | +1 volta    | 13 |     |
| 17     | 99 | Antonio Giovinazzi | Alfa Romeo-Ferrari        | 51 | +1 volta    | 19 |     |
| 18     | 63 | George Russel      | Williams-Mercedes         | 51 | +1 volta    | 15 |     |
| 19     | 6  | Nicholas Latifi    | Williams-Mercedes         | 51 | +1 volta    | 18 |     |
| 20     | 20 | Kevin Magnussen    | Haas-Ferrari              | 43 |             | 17 |     |
| Fonte: |    |                    |                           |    |             |    |     |

Notas
- ↑1  –  Inclui um ponto para a volta mais rápida.

## Curiosidades
- Lewis Hamilton igualou o recorde de número de pódios de Michael Schumacher (155).
- 100ª corrida de Daniil Kvyat na Fórmula 1.
- Na sexta-feira, a equipe Racing Point foi punida por copiar os dutos de freio traseiros da Mercedes. Foi multada por 400 mil euros e a perda de 15 pontos no campeonato de construtores

## Voltas na Liderança
| Nº de Voltas | Piloto          | Voltas       |
| ------------ | --------------- | ------------ |
| 28           | Max Verstappen  | 15-32, 42-52 |
| 13           | Valtteri Bottas | 1-13         |
| 10           | Lewis Hamilton  | 14, 33-41    |

## 2020DHLFastest Pit Stop Award

### Resultado
| 1      | 23 | Alexander Albon    | Red Bull Racing-Honda | 2.03 | 25 |
| 2      | 99 | Antonio Giovinazzi | Alfa Romeo-Ferrari    | 2.18 | 18 |
| 3      | 77 | Valtteri Bottas    | Mercedes              | 2.22 | 15 |
| 4      | 6  | Nicholas Latifi    | Williams-Mercedes     | 2.37 | 12 |
| 5      | 26 | Daniil Kvyat       | Alpha Tauri-Honda     | 2.40 | 10 |
| 6      | 31 | Esteban Ocon       | Renault               | 2.40 | 8  |
| 7      | 3  | Daniel Ricciardo   | Renault               | 2.44 | 6  |
| 8      | 10 | Pierre Gasly       | Alpha Tauri-Honda     | 2.46 | 4  |
| 9      | 27 | Nico Hulkenberg    | Racing Point-Mercedes | 2.48 | 2  |
| 10     | 5  | Sebastian Vettel   | Ferrari               | 2.50 | 1  |
| Fonte: |    |                    |                       |      |    |

### Classificação
| Tabela do DHL Fastest Pit Stop Award \| Pos \| Construtor \| Pontos \| \| --- \| --------------------- \| ------ \| \| 1 \| Red Bull Racing-Honda \| 155 \| \| 2 \| Mercedes \| 98 \| \| 3 \| Williams-Mercedes \| 75 \| \| 4 \| Alfa Romeo-Ferrari \| 57 \| \| 5 \| Renault \| 54 \| \| 6 \| AlphaTauri-Honda \| 27 \| \| 7 \| Ferrari \| 19 \| \| 8 \| Racing Point-Mercedes \| 11 \| \| 9 \| McLaren-Renault \| 8 \| \| 10 \| Haas-Ferrari \| 1 \| |                       |        |
| Pos | Construtor            | Pontos |
| 1 | Red Bull Racing-Honda | 155    |
| 2 | Mercedes              | 98     |
| 3 | Williams-Mercedes     | 75     |
| 4 | Alfa Romeo-Ferrari    | 57     |
| 5 | Renault               | 54     |
| 6 | AlphaTauri-Honda      | 27     |
| 7 | Ferrari               | 19     |
| 8 | Racing Point-Mercedes | 11     |
| 9 | McLaren-Renault       | 8      |
| 10 | Haas-Ferrari          | 1      |

## Tabela do campeonato após a corrida
Somente as cinco primeiras posições estão incluídas nas tabelas.
| Pos | Piloto          | Pontos | Var     |
| --- | --------------- | ------ | ------- |
| 1   | Lewis Hamilton  | 107    | Estável |
| 2   | Max Verstappen  | 77     | 1       |
| 3   | Valtteri Bottas | 73     | 1       |
| 4   | Charles Leclerc | 48     | 1       |
| 5   | Lando Norris    | 38     | 1       |

| Pos | Construtor            | Pontos | Var     |
| --- | --------------------- | ------ | ------- |
| 1   | Mercedes              | 180    | Estável |
| 2   | Red Bull Racing-Honda | 113    | Estável |
| 3   | Ferrari               | 55     | 1       |
| 4   | McLaren-Renault       | 53     | 1       |
| 5   | Racing Point-Mercedes | 41     | Estável |